# زابلی محله قره‌شور
زابلی محله قره‌شور، روستایی از توابع بخش مرکزی شهرستان کلاله در استان گلستان ایران است.

## جمعیت
این روستا در دهستان کنگور قرار دارد و براساس سرشماری مرکز آمار ایران در سال ۱۳۸۵، جمعیت آن ۱٬۰۲۷ نفر (۲۲۴خانوار) بوده‌است.